# Avguštin Ternovšek
Avguštin Ternovšek, slovenski rimskokatoliški duhovnik in gospodarski strokovnjak, * 30. januar 1654, Zagorje ob Savi, † 18. november 1699, Fala.      

## Življenje in delo
Kot deček je bil poslan k benediktincem v Šentpavel v Labotski dolini (nemško Sankt Paul im Lavanttal), se tam in v Admontu (Štajerska) šolal, vstopil v benediktinski red in bil po končanem študiju filozofije in bogoslovja leta 1678 v Gradcu posvečen v duhovnika. V letih 1679–1683 je bil duhovni pomočnik samostanske Župnije v Lovrencu na Pohorju (ko je tu v letih 1680–1682 razsajala kuga — samo leta 1680 je umrlo 382 ljudi — se je Ternovšek izkazal s svojim znanjem kemije in medicine pri preprečevanju širjenja epidemije). V letih 1683–1691 je bil župnik v Mohličah v Podjuni (nemško Möchling) na Koroškem, od 1691–1699 v matičnem samostanu Šentpavel v Labotski dolini, kjer je bil tudi glavni kletar samostanskih posestev. Ko se je po nekem službenem opravilu jeseni 1699 vračal v samostan v Šentpavlu je pri Breznu ob Dravi padel s konja, se ponesrečil in kmalu umrl. Ternovšek je bil priznan kemik in gospodarski strokovnjak. V rokopisu je zapustil več spisov o kletarstvu, fermentaciji sodov in vinski kemiji. 